# آنان، توکوشیما
آنان در استان توکوشیما در کشور ژاپن واقع شده است که دارای جمعیت ۷۷٬۰۹۹ نفر و مساحت ۲۷۹٫۳۹ کیلومتر مربع با تراکم جمعیت 276 نفر در کیلومترمربع است و در تاریخ ۱ مه ۱۹۵۸ به عنوان شهر شناخته شد.